# Diogo Boitaca
Diogo Boitaca (1460 circa – Batalha, 6 dicembre 1527) è stato un architetto portoghese.
Fu uno dei più significativi esponenti dello stile manuelino in Portogallo.
Il suo nome ci è stato tramandato in diverse varianti: Diogo Boitaca, Diogo de Boitaca, Diogo Boytac e Diogo de Boytac. Le sue origini e l'anno di nascita sono ignote, ma si ritiene, che fosse originario del sud della Francia e nato verso il 1460. 

## Biografia

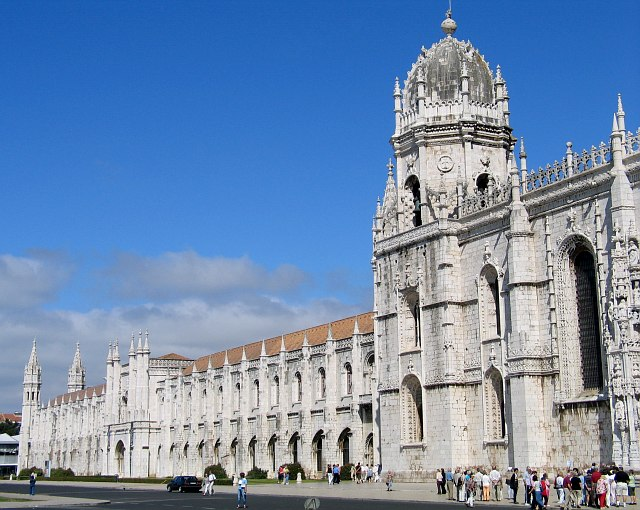
Monastero dos Jerónimos.

Il primo riferimento alla sua attività in Portogallo risale al 1492.
Nel 1495 fu chiamato a Lisbona dal re Manuel I del Portogallo e fu proprio Diogo ad iniziare i primi lavori per il Monastero dos Jerónimos. Per i suoi meriti artistici fu nominato dal sovrano Mestre das Obras do Reino.
A partire dal 1516  fu impegnato nella realizzazione del Monastero di Batalha, dove rimase fino al 1527, anno della sua morte.